# سورن إتش إتش لارسن
سورن إتش إتش لارسن (بالنرويجية البوكمول: Søren H. H. Larsen)‏ هو فيزيائي نرويجي، ولد في 9 يونيو 1920، وتوفي في 30 أغسطس 1997.